# マミヤRZ67
マミヤRZ67は、マミヤ光機製作所（Mamiya Kōki Seisakusho）が製造したプロ向け6×7cm判一眼レフカメラである。
マミヤRB67シリーズを電子化した機種であり、AE撮影やファインダー内ランプ表示などが特徴。
主にスタジオ用に設計されていたが、野外で使用することもできる。

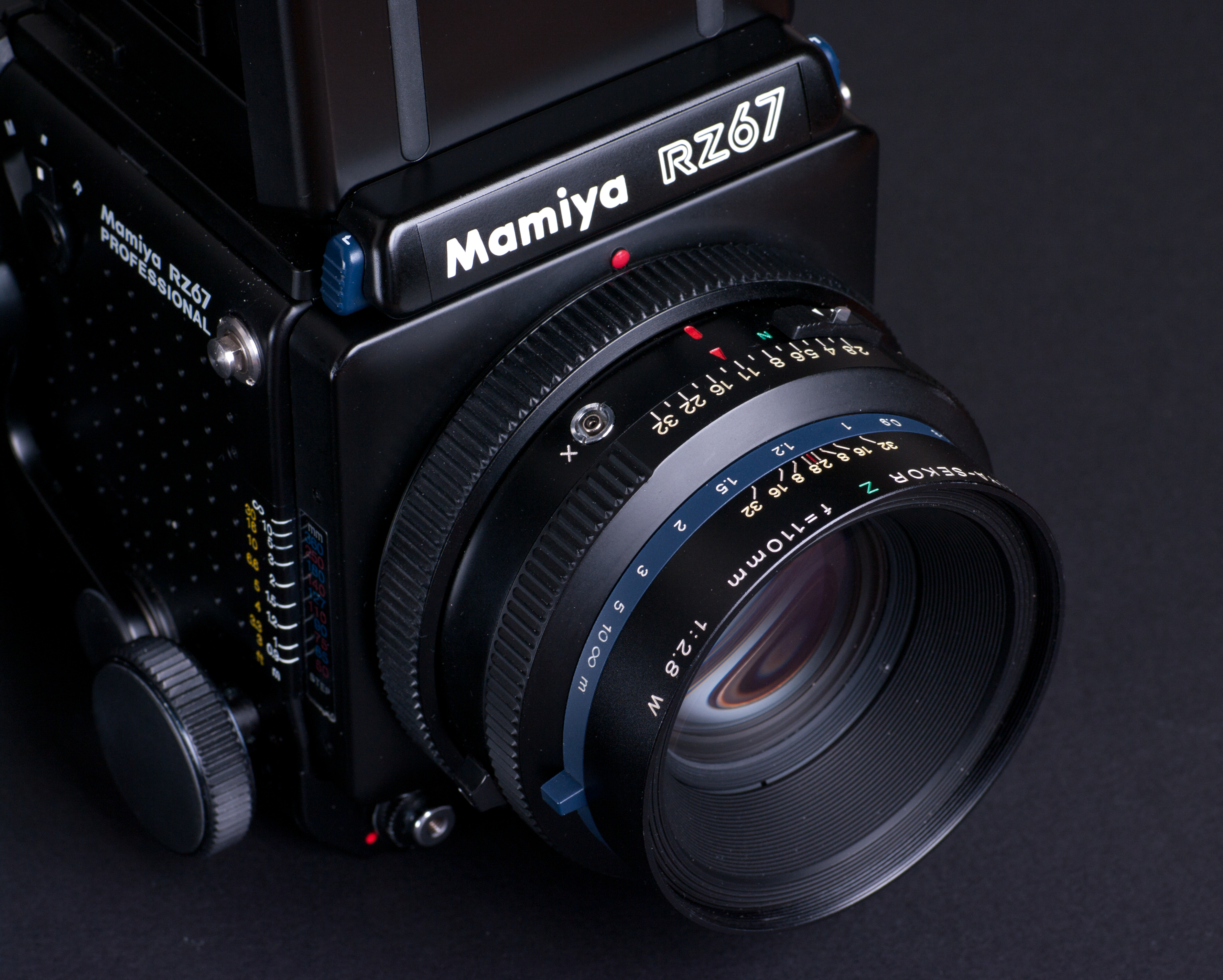

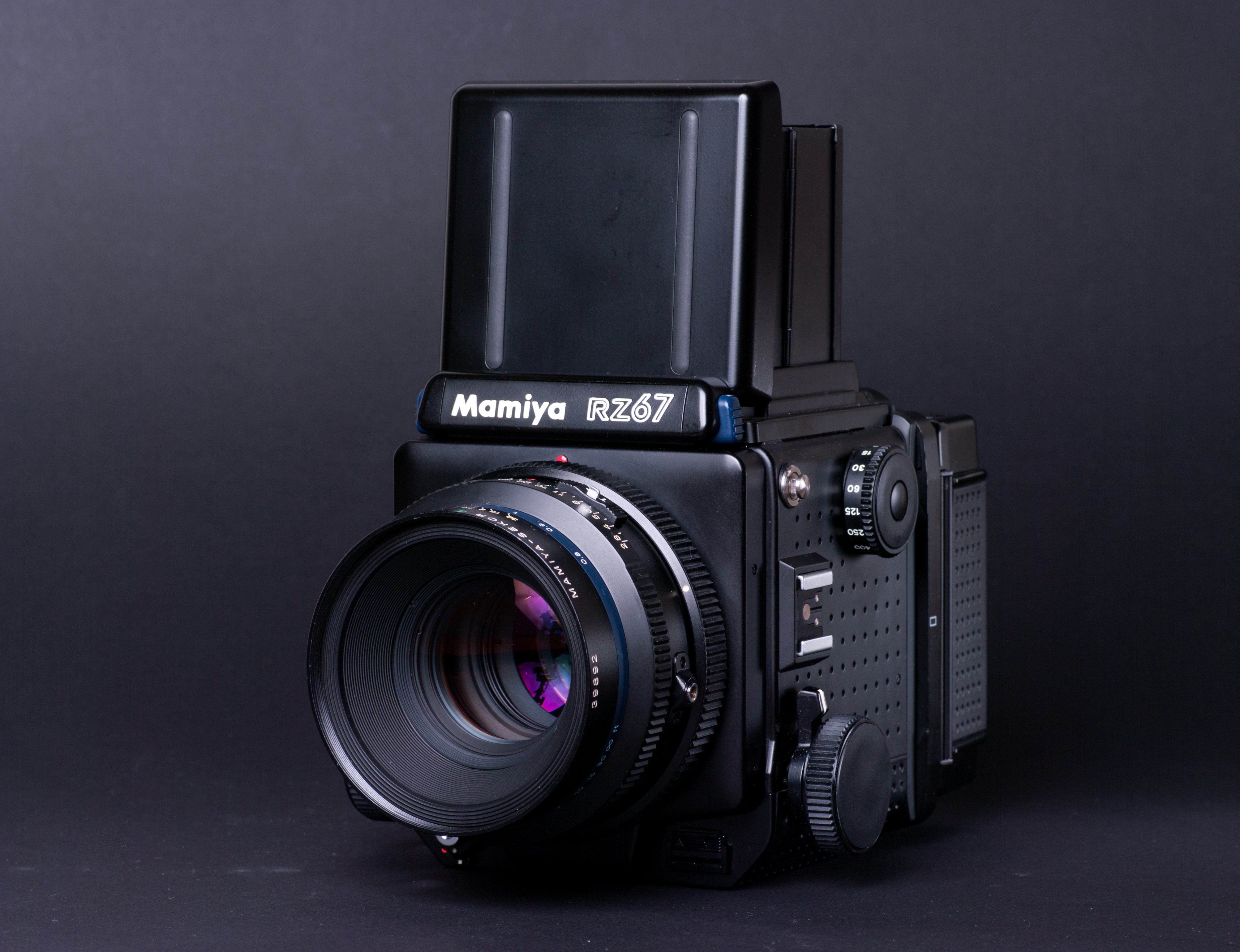

## 概要
RZ67は拡張性の高い交換式中判一眼レフカメラで、レンズ、ファインダー、すりガラス、フィルムワインダー、フィルムホルダーのこれらがすべて交換可能。 マミヤRZ67プロフェッショナル（1982年発売）、マミヤRZ67プロフェッショナルII（1993年2月発売）、およびマミヤRZ67プロフェッショナルIID （2004年7月発売）の3つの世代がある。

## 特徴

マミヤRB67シリーズを電子化した機種で基本的な仕様はマミヤRB67シリーズと同様だが、電子回路により絞りとシャッター速度・測光データが自動連繋し別売のAEプリズムファインダー使用時には測光もスポット測光と平均測光と選択でき完全連動する。フィルムホルダーの互換性はない。レンズマウントは機械的互換性があるがRZレンズはRBボディーに使用できず、RBレンズをRZボディーに使用する際は通常の無限遠位置より7mm繰り出した位置が無限遠となる。また、マミヤRZ67は外装が樹脂製のため、マミヤRB67と比べ若干軽量化されている。
このカメラは、6×7、6×6、および 6×4.5、120 および 220 のフィルムバックとポラロイドが利用できる。フィルム感度は各RZフィルムバックで設定される。6×7と6×4.5 のバックには2つのバージョンが存在し、モデル II バージョンには縦横の切り替えを行っても常に上から確認できるように2つ目のフィルムカウンターがある。
ビューファインダーには、カメラの状態（ストロボ充電完了表示、バッテリー低下、引きふた抜き忘れ、シャッターチャージ未完了)を知らせるランプ表示がある。
電子音による警告機能があり、電池容量が低下したとき、レンズやファインダーのシステムセットとシャッターダイヤルのポジションが合ってないときに、レリーズロックされ電子音が鳴る。
電子シャッターであるが、1/400秒固定の緊急用機械式シャッターがある。

## ボディ
- マミヤRZ67プロフェッショナル（1982年発売）
- マミヤRZ67プロフェッショナルII（1993年2月発売）- 1/250秒から4秒の間で中間シャッター速度が設定可能となった。微動繰り出し機構の設置、縦位置撮影用フィルムカウンターを新設。さらにレンズシャッターの異常時・電池容量低下時の警告音追加、フィルムホルダーの機構への連動回転シャフト部分の連繋部を4点確保に改良しその他フィルム給送時の一層の安定化を図った。マミヤRB67用交換レンズも使用可能[注 1]。
- マミヤRZ67プロフェッショナルIID （2004年7月発売）- デジタルバック通信規格[MSCE（Mamiya Serial Communication for External）]を採用し、以前のバージョンだと専用のアダプターが必要な2006年発売のマミヤZD Backをそのまま使用可能。

## レンズ
全てセイコー1番電子式レンズシャッターを内蔵している。シャッター速度はB、T（機械式）、8〜1/400秒。全速同調のX接点。

### セコールZシリーズ
- セコールZ50mmF4.5 - 9群11枚。最短撮影距離0.28m。アタッチメントはφ77mmねじ込み。
- セコールZ50mmF4.5ULD/L-A - 超低分散レンズを含む9群11枚。最短撮影距離0.3m。アタッチメントはφ77ねじ込み。セコールZ50mmF4.5の後継で近距離補正機構を持ち、周辺光量の低下や歪曲収差が少なくなる等、画質が向上した。
- セコールZ65mmF4 - 7群7枚。最短撮影距離0.32m。アタッチメントはφ77mmねじ込み。
- セコールZ65mmF4L-A - 7群9枚。最短撮影距離0.379m。アタッチメントはφ77ねじ込み。セコールZ65mmF4の後継で近距離補正機構を持ち画質が向上している。
- セコールZ90mmF3.5W - 7群8枚。最短撮影距離0.448m。アタッチメントはφ77mmねじ込み。
- セコールZ110mmF2.8 - 5群6枚。最短撮影距離0.53m。アタッチメントはφ77mmねじ込み。
- セコールZ127mmF3.8 - 3群5枚。最短撮影距離0.66m。アタッチメントはφ77mmねじ込み。
- セコールマクロZ140mmF4.5 - 4群7枚。最短撮影距離0.75m。アタッチメントはφ77mmねじ込み。
- セコールZ180mmF4.5 - 3群5枚。最短撮影距離1.11m。アタッチメントはφ77mmねじ込み。
- アポセコールZ210mmF4.5 - 5群7枚。最短撮影距離1.432m。アタッチメントはφ77mmねじ込み。
- アポセコールZ250mmF4.5 - 5群7枚。最短撮影距離1.86m。アタッチメントはφ77mmねじ込み。
- アポセコールZ350mmF5.6 - 6群7枚。最短撮影距離3.423m。アタッチメントはφ77mmねじ込み。
- セコールZ360mmF6 - 5群6枚。最短撮影距離3.69m。アタッチメントはφ77mmねじ込み。
- アポセコールZ500mmF6 - 7群7枚。最短撮影距離6.493m。アタッチメントはφ105mmねじ込み。
- セコールZ500mmF8 - 6群6枚。最短撮影距離6.598m。アタッチメントはφ105mmねじ込み。

### セコールZ〜Wシリーズ
絞り目盛の間隔が広くなり、1/2段絞りが追加された。
- セコールフィッシュアイZ37mmF4.5W - 6群9枚。最短撮影距離0.257m。アタッチメントはφ40.5mmねじ込み、4種付属。
- セコールシフトZ75mmF4.5W - 9群11枚。最短撮影距離0.42m。アタッチメントはφ105mmねじ込み。最大シフト量20mm。
- セコールZ180mmF4.5W-N - 3群4枚。最短撮影距離1.099m。アタッチメントはφ77mmねじ込み。
- セコールZ250mmF4.5W - 4群5枚。最短撮影距離1.85m。アタッチメントはφ77mmねじ込み。
- セコールズームZ100-200mmF5.2W - 12群14枚。最短撮影距離0.548m。アタッチメントはφ77mmねじ込み。

### マミヤMシリーズ
セコール銘が廃止された。
- マミヤM65mmF4L-A - 8群9枚。最短撮影距離0.348m。アタッチメントはφ77mmねじ込み。
- マミヤマクロM140mmF4.5M/L-A - 4群6枚。最短撮影距離0.759m。アタッチメントはφ77mmねじ込み。

### RB67レンズ
ほぼすべてのRB67レンズが使用できるが、電子接点をもたないためAE撮影が不可などの制約がある。
レンズは「Mamiya RB67#レンズ」を参照

## 有名な写真
おそらく、このカメラで撮影された最も有名な写真は、Microsoft Windows XPのデフォルトの背景として使用された「草原」の写真である。英語版での名称はBliss（「至福」の意）である。毎日何百万人もの人々が目にするこの写真は、1996 年に写真家Charles O'Rearによって撮影された。
1980年代と1990年代のアニー・リーボヴィッツの有名な作品の多くで使用された。